# Адамович, Людвиг Флорианович
Людвиг Флорианович Адамо́вич (27 апреля (9 мая) 1823 — 23 мая (4 июня) 1887) — русский военный врач, доктор медицины.

## Биография
Людвиг Адамович родился 27 апреля (9 мая) 1823 год. Из дворян Виленской губернии. После окончания в 1849 году курса Императорской медико-хирургической академии служил до 1861 года сначала младшим ординатором Севастопольского военного госпиталя, а потом старшим врачом Мингрельского егерского полка. 30 ноября 1863 года получил степень доктора медицины за диссертацию «О столбняке, в особенности же травматическом». С 1865 по 1883 год Адамович служил старшим врачом Царскосельского, Темир-хан-шурского и Петровского военных госпиталей. В 1883 году назначен главным доктором Кубанской области. В 1884 году назначен врачом для поручений Кавказского военно-медицинского управления.